# Namco Museum
Namco Museum is een videospel dat werd ontwikkeld door Mass Media en werd uitgegeven door Namco Hometek. Het spel kwam in 2001 uit voor de PlayStation 2. Later volgde ook een release voor de Xbox en de GameCube. Het spel is een compilatiespel van verschillende computerspellen van Namco.
Het omvat de volgende spellen:
- Pac-Man (1980)
- Pac-Man Arrangement (1996)
- Galaga (1981)
- Galaga Arrangement (1995)
- Dig Dug (1982)
- Dig Dug Arrangement (1996)
- Pole Position (1982)
- Pole Position II (1983)
- Ms. Pac-Man (1982)
- Galaxian (1979)
- Pac-Attack (1993; verborgen spel dat wordt vrijgespeeld bij een score van 20.000 bij Pac-Man)
- Pac-Mania (1987; verborgen spel dat wordt vrijgespeeld bij een score van 15.000 bij Ms. Pac-Man)

## Platforms
| Jaar | Platform        |
| ---- | --------------- |
| 2001 | PlayStation 2   |
| 2002 | Game Cube, Xbox |

## Ontvangst
| Beoordeeld door                     | Jaar | Platform      | Score |
| ----------------------------------- | ---- | ------------- | ----- |
| Gaming Age                          | 2002 | Xbox          | 75%   |
| The Video Game Critic               | 1999 | PlayStation 2 | 75%   |
| GameZone                            | 2002 | GameCube      | 75%   |
| XboxAddict                          | 2004 | Xbox          | 70%   |
| Game Chronicles                     | 2002 | Xbox          | 70%   |
| Digital Press - Classic Video Games | 2003 | PlayStation 2 | 70%   |
| GameSpot                            | 2002 | GameCube      | 65%   |
| Game Over Online                    | 2002 | GameCube      | 61%   |
| Game Over Online                    | 2002 | Xbox          | 61%   |
| CNET                                | 2002 | GameCube      | 60%   |